# Liechtenstein-ház

A Liechtenstein-ház címere

A Liechtenstein-ház Európa egyik legrégebbi nemesi családja, első említése 1136-ból származik. A családból származnak a róluk elnevezett Liechtensteini Hercegség uralkodói.   

## Eredete

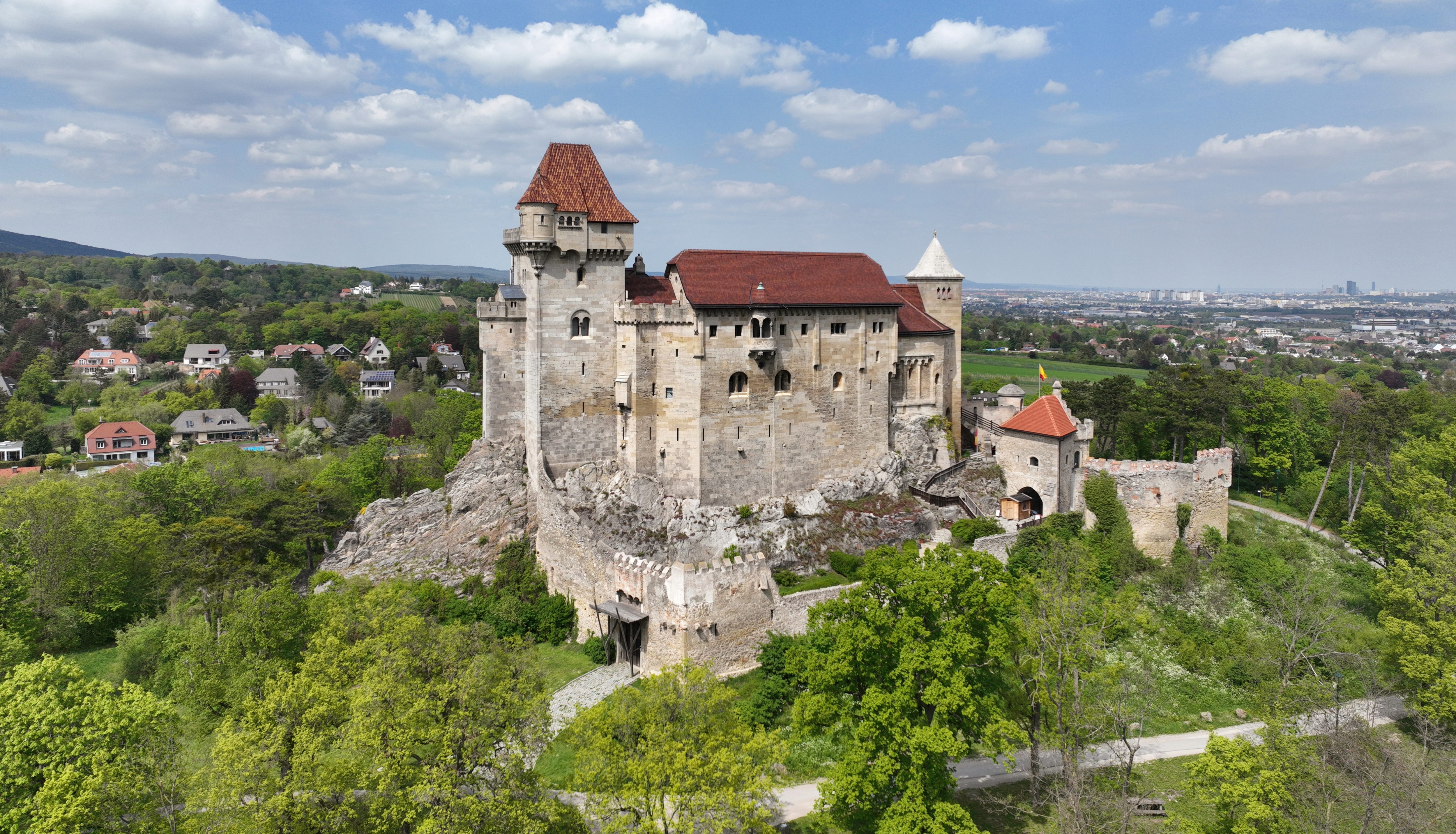
Liechtenstein vára

A család a Bécstől délre, Maria Enzersdorfban fekvő Liechtenstein váráról kapta a nevét. Első névről ismert tagja Hugo von Liechtenstein 1136-ból. Első birtokaik a vár környékén és Alsó-Ausztria északkeleti határánál voltak. Amikor 1246-ban kihalt a Babenberg-ház, Ausztriáért a cseh II. Ottokár, a magyar IV. Béla és a Habsburgok kezdtek vetélkedni. I. Heinrich von Liechtenstein Ottokárt támogatta, aki ezért cserébe nekiadományozta a dél-morvaországi Nikolsburgot (ma Mikulov). Ez lett a dinasztia morvaországi birtokainak magva, amelyet a későbbiekben számottevően kibővítettek.
Amikor azonban a német királlyá választott Habsburg Rudolf kétségbe vonta Ottokár ausztriai uralmának legitimitását, II. Heinrich von Liechtenstein (I. Heinrich fia) az ő oldalára állt. A dürnkruti csatában a Habsburgok győztek és a Liechtensteinek a későbbi évszázadokban hűséges és bőkezűen jutalmazott szövetségeseik közé tartoztak.

## 13-16. század

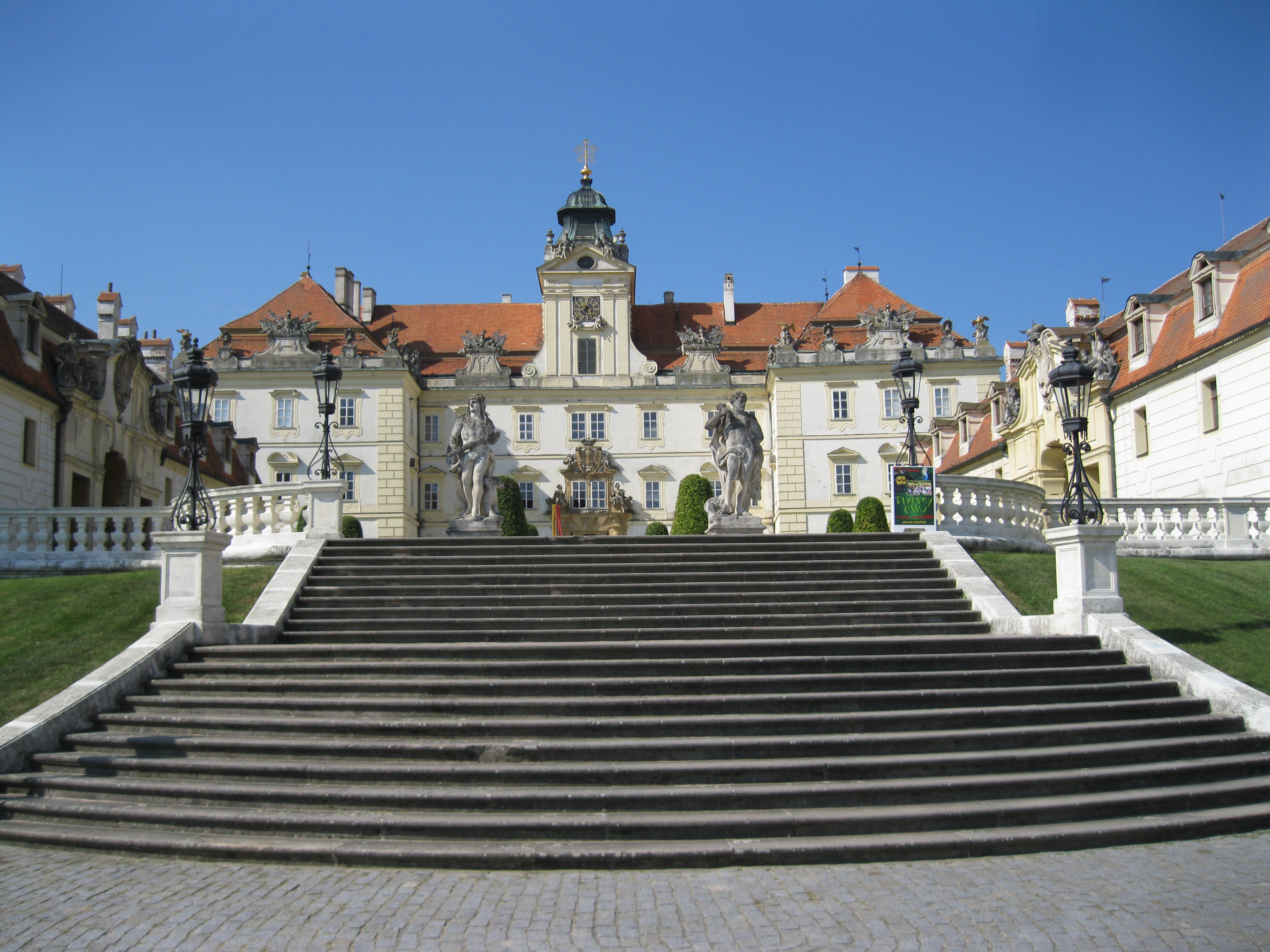
A valticei kastély 1938-ig a hercegi család székhelye volt. 1946-ban a csehszlovák állam elkobozta

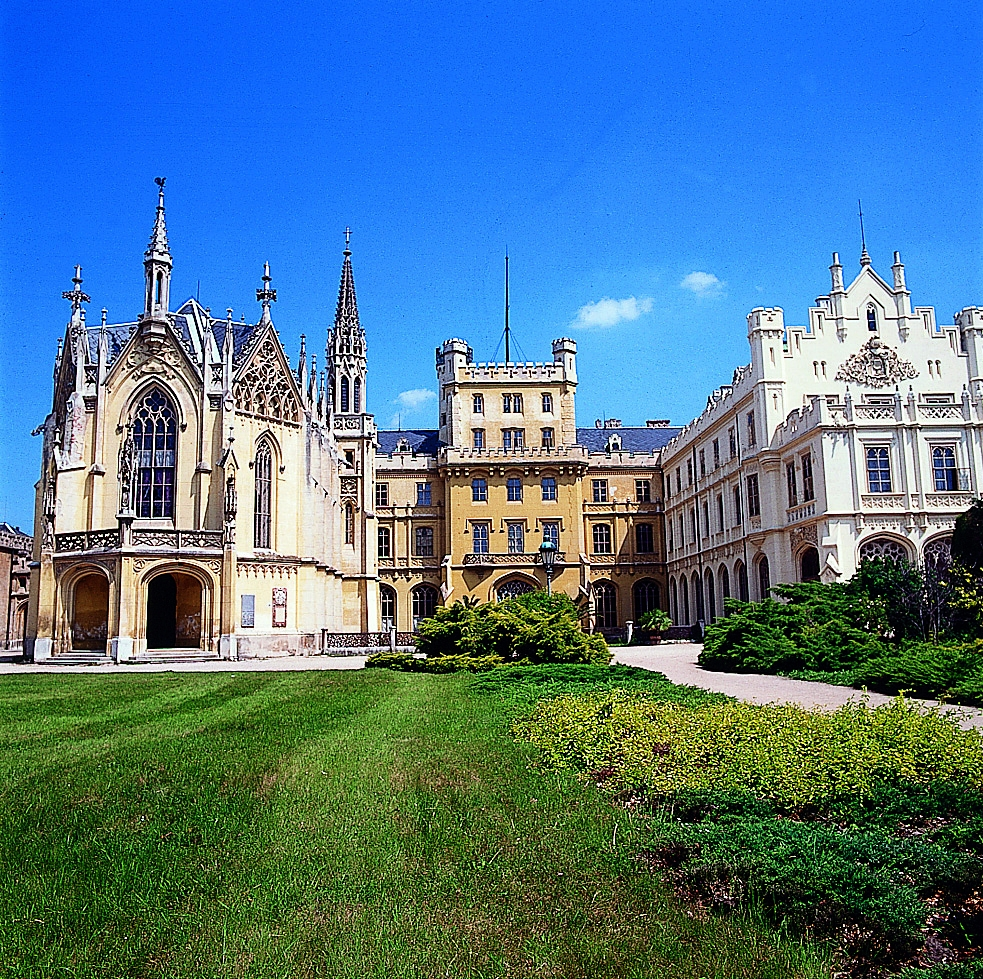
A szintén kisajátított lednicei kastély

A 13. században a család rohraui és petronelli ágra szakadt. Az utóbbi azonban már a következő nemzedékben kihalt férfiágon és amikor a női örökös férjhez ment, Petronell elveszett a Liechtensteinek számára.
1394-ben I. Johann von Liechtenstein, aki harminc éven át volt III. Habsburg Albert herceg udvarmestere, belekeveredett annak politikai ügyeibe és kegyvesztetté vált. A herceg elkobozta tőle birtokai egy részét, főleg a Dunától délre eső, alsó-ausztriai földjeit. A következő évtizedekben a család az elvesztett jövedelemforrás helyett morvaországi tulajdonaik kibővítésére törekedett, ekkor szerezték meg Feldsberget (ma Valtice).
A 16. század elején a család újabb, steyreggi, nikolsburgi és feldsbergi ágra vált szét. Az első kettő szintén kihalt, így a család később olyan szabályt hozott, hogy a férfiörökössel nem rendelkező ágak birtokait a többi Liechtenstein-ág kapja.

## 16-17. század
A 16. és 17 század fordulóján három fivér, Karl, Maximilian és Gundakar új korszakot nyitott a dinasztia történetében. A Liechtensteinek a cseh nemesség nagy részével együtt korábban protestánsok lettek, a három testvér azonban az ellenreformáció megindulásakor rekatolizált és fényes pályát futottak be a magukat a katolikus hit bajnokának tekintő Habsburg-császároknál. Karl II. Rudolf császár főkamarása és Titkos tanácsának tagja volt, ám egy nézeteltérésben Rudolf öccse, Mátyás főherceg pártjára állt. 1607-ben elvesztette tisztségét de Mátyás cserébe örökös hercegi rangot adományozott neki. A császárrá választott Mátyás 1613-ban nekiadta a megürült sziléziai Troppaui és Jägerndorfi hercegségeket. Részt vett a csehországi felkelés leverésében és a fehérhegyi csata után ő tartóztatta le és végeztette ki a lázadókat. 1623-ban Maximilian és Gundakar is birodalmi hercegi címet kapott. 1633-ban Maximilian és felesége a morvaországi Wranauban pálos kolostort alapított amely a család temetkezőhelyévé vált. A 20. század közepéig itt temették valamennyi Liechtenstein herceget, csak 1960-ban készült új temetkezőhely a vaduzi székesegyházban.
A három fivér több ízben is gyarapította a családi birtokokat, legnagyobb mértékben 1622 után, amikor Karl Csehország alkirálya volt és elkobozhatta (vagy olcsón felvásárolhatta) az elmenekült vagy elesett cseh protestáns nemesek tulajdonát. 1606-ban a testvérek dinasztikus szerződést kötöttek, melyben a birtokok felaprózódását elkerülendő, az elsőszülött viseli a birodalmi hercegi rangot, játssza a családfő szerepét és igazgatja a família valamennyi birtokát és a jövedelemből finanszírozza a többi családtag életvitelét.
A herceg rezidenciája és a család központja a morvaországi Feldsberg és a szomszédos Eisgrub kastélyaiba került.

## 18-19. század

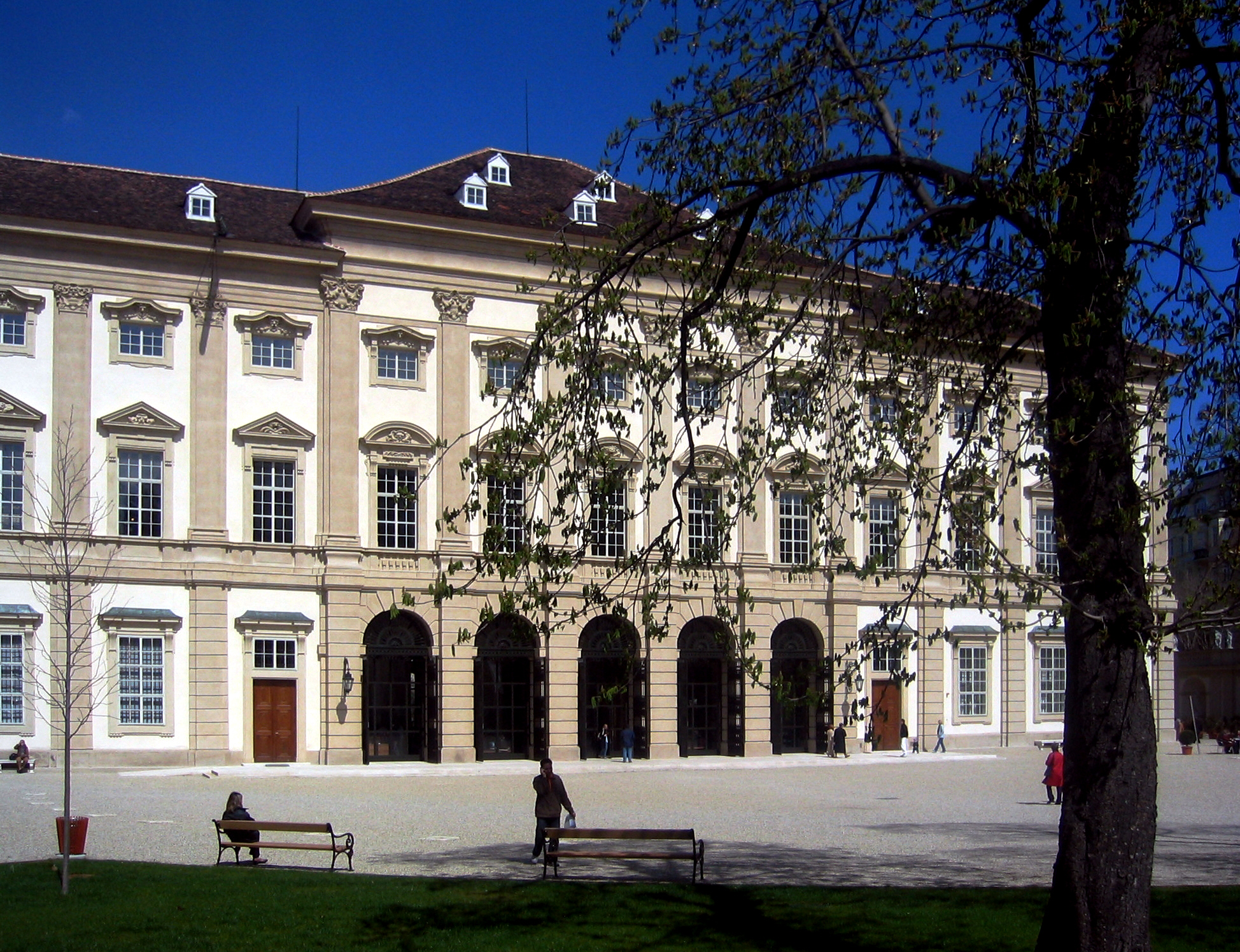
A bécsi Gartenpalais Liechtenstein

Bár a Liechtensteinek formálisan hercegek voltak, nem kaptak helyet a Német-római Birodalom hercegi tanácsában, mert nem voltak a hagyományos birodalmi határokon belüli hercegség tulajdonosai. A 17. század legvégén megnyílt a lehetőség, hogy olyan területet szerezzenek, amely nem tartozott egyetlen másik hercegséghez sem; a tönkrement Hohenems család eladta nekik a svájci határ mentén fekvő kis és szegény, viszont "reichsfrei" (közvetlenül a császárnak felelő) birtokait, 1699-ben Schellenberget, 1712-ben pedig Vaduzt.
Szintén 1712-ben I. János Ádám, I. Karl unokájának halálával kihalt a család Karltól származó ága és a Gundakar-ágbeli kiskorú József Vencel lett a családfő. 1718-ban nagybátyja, VI. Károly császár kipróbált és hűséges minisztere vette át a dinasztia vezetését és neki sikerült meggyőznie a császárt, hogy 1719 januárjában Schellenbergből és Vaduzból létrehozza számára a Liechtensteini hercegséget és így a család képviselői helyet foglalhattak a birodalmi hercegek között.
1806-ban a Német-római Birodalom megszűnt létezni, Liechtensteint pedig Napóleon mint önálló államot beszervezte az általa létrehozott Rajnai Szövetségbe. Bár a francia császár bukása után szövetsége is megszűnt, a hercegség szuverenitását az 1815-ös bécsi kongresszus is elismerte. A Liechtensteinek hagyományos osztrák irányultságát azonban ez nem változtatta meg, hiszen jövedelmük alapját továbbra is az Ausztriához tartozó morvaországi és sziléziai birtokok képezték. A hercegek magas tisztségeket viseltek a bécsi udvarban vagy az osztrák hadseregben szolgáltak. Néhány példa:
- I. János Ádám (1662-1712), a császár tanácsadója, a bécsi Liechtenstein-paloták építtetője
- József Vencel (1696-1772) osztrák tábornagy az osztrák örökösödési háborúban
- I. János (1760-1836), osztrák tábornagy a napóleoni háborúkban
- Moritz von Liechtenstein (1775-1819), osztrák altábornagy a napóleoni háborúkban
- Friedrich von Liechtenstein (1807-1885), tábornok, Erdély és Bánát kormányzója
- Rudolf von Liechtenstein (1838-1908), tábornok és I. Ferenc József főudvarmestere
- Aloys von Liechtenstein (1846-1920), konzervatív keresztényszocialista politikus, parlamenti képviselő, Alsó-Ausztria katonai parancsnoka

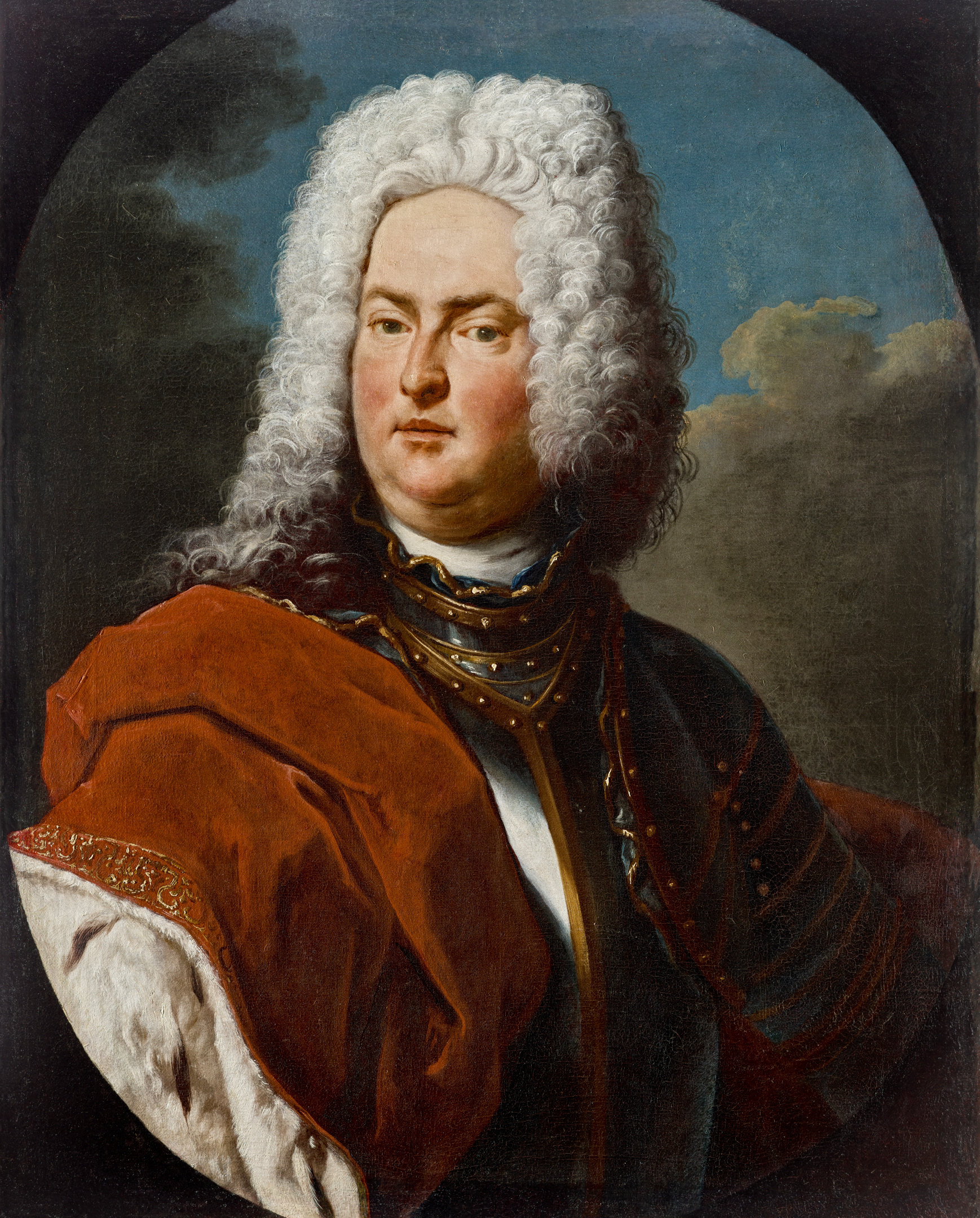
I. Johann Adam
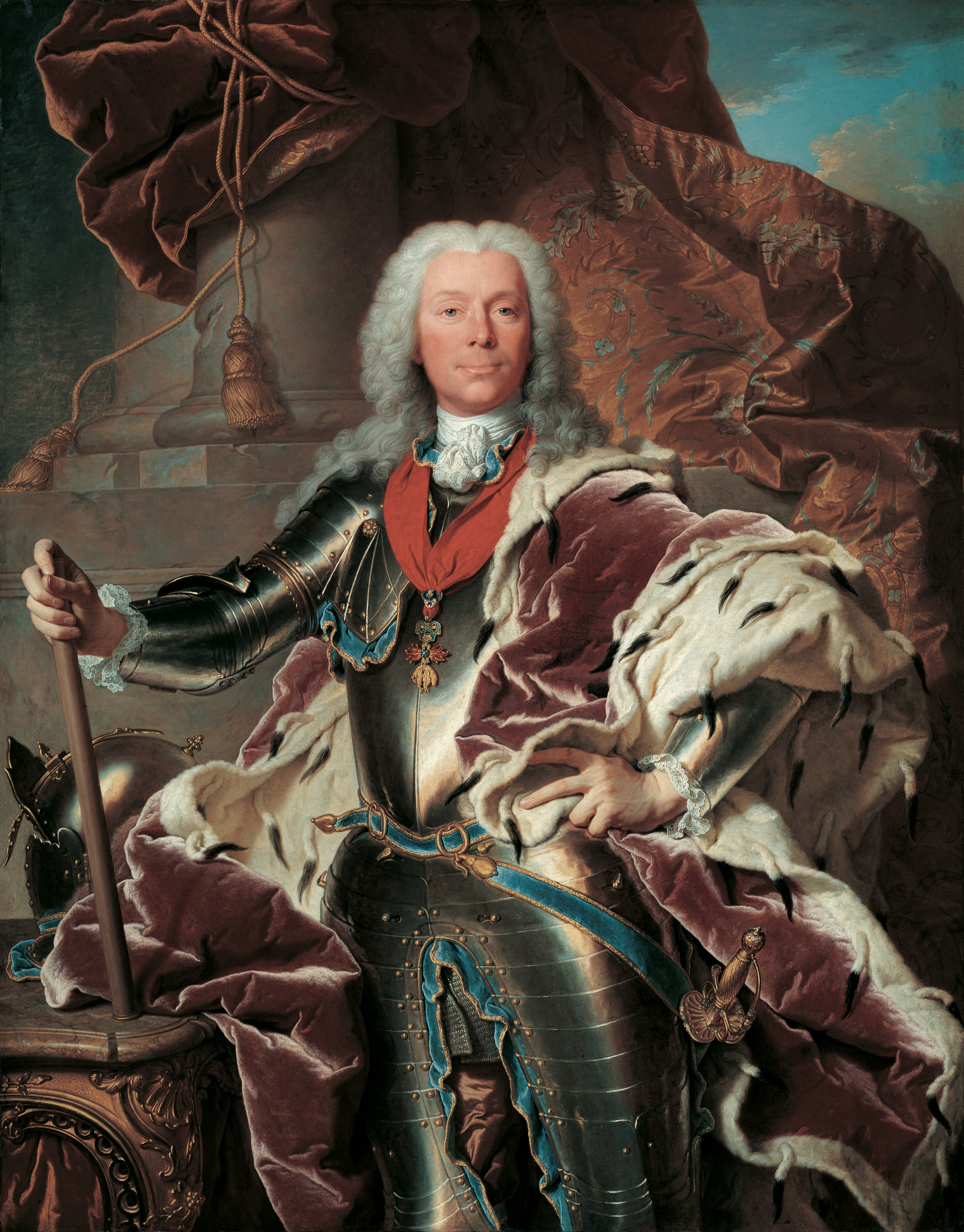
Josef Wenzel
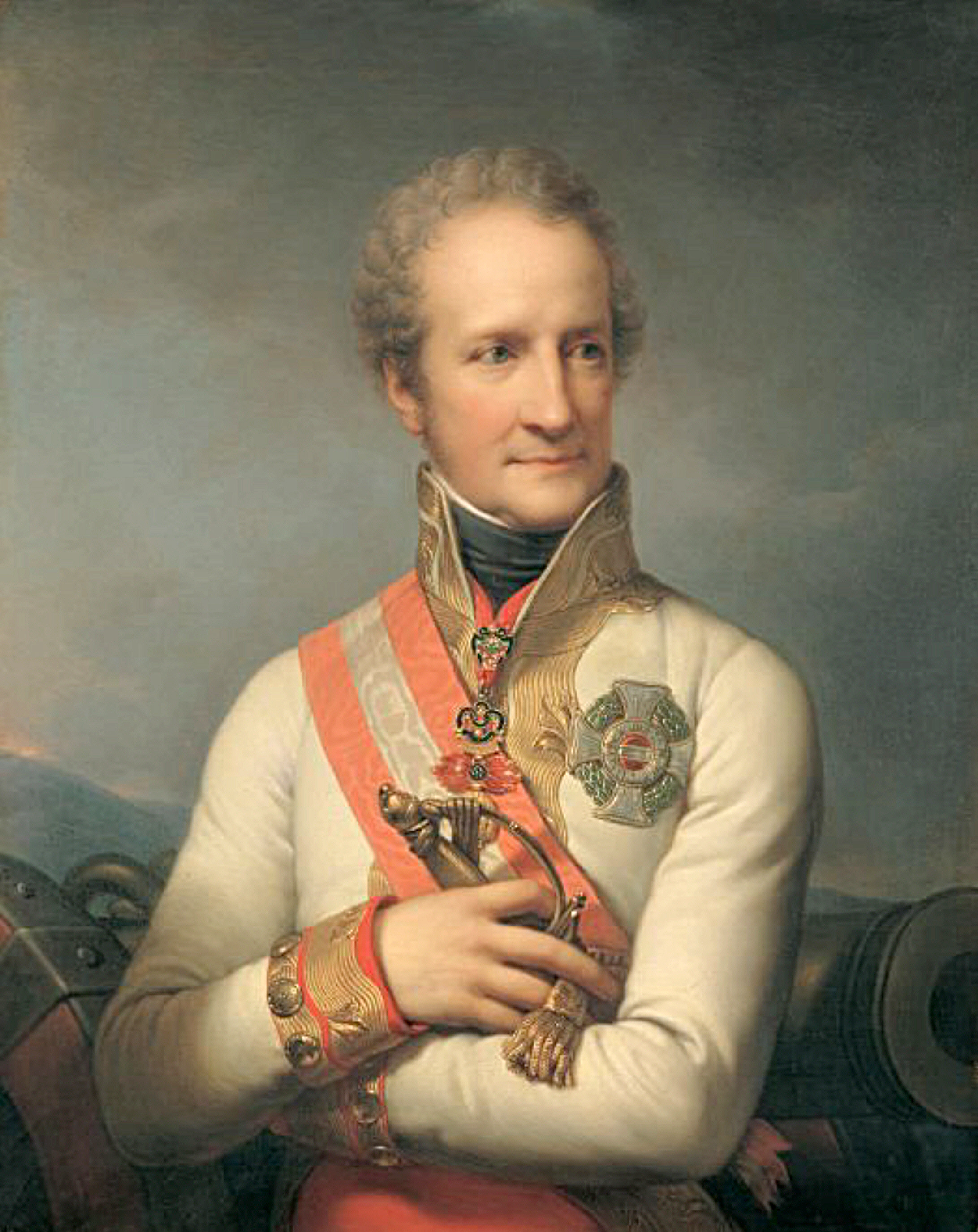
I. Johann Josef
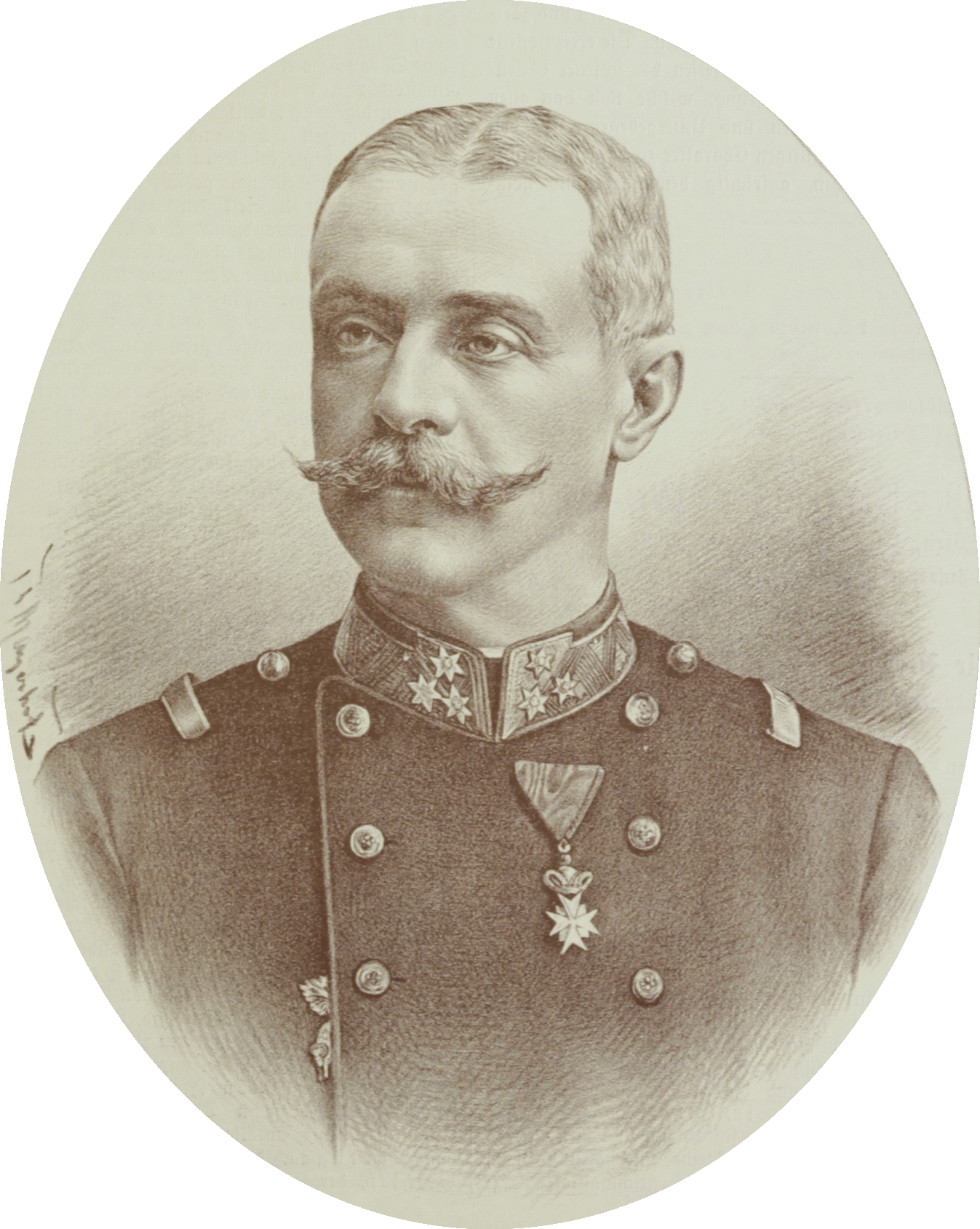
Rudolf von Liechtenstein

## 20-21. század
A dinasztia nevét viselő kis hercegség kevéssé érdekelte a családtagokat, uralkodó herceg csak 1842-ben tette be oda a lábát először és a helyzet a későbbiekben sem változott sokat. Az első világháború után azonban a Monarchia megszűnt létezni és Ausztria is köztársaság lett, amely kiűzte a Habsburgokat. A Liechtensteinek velük már nem éreztek közösséget, megszüntették az addigi vámegyezményt és 1924-ben Svájccal léptek vámunióra és az addigi osztrák korona helyett a svájci frankot vezették be hivatalos pénznemként a hercegségben. Ettől függetlenül a hercegi család továbbra is Bécsben és az akkor már Csehszlovákiához tartozó valticei (korábban feldsbergi) kastélyokban élt. Miután a náci Németország előbb Ausztriát, majd Csehszlovákiát is bekebelezte, II. Ferenc József herceg 1938-ban áthelyezte rezidenciáját Vaduzba.      

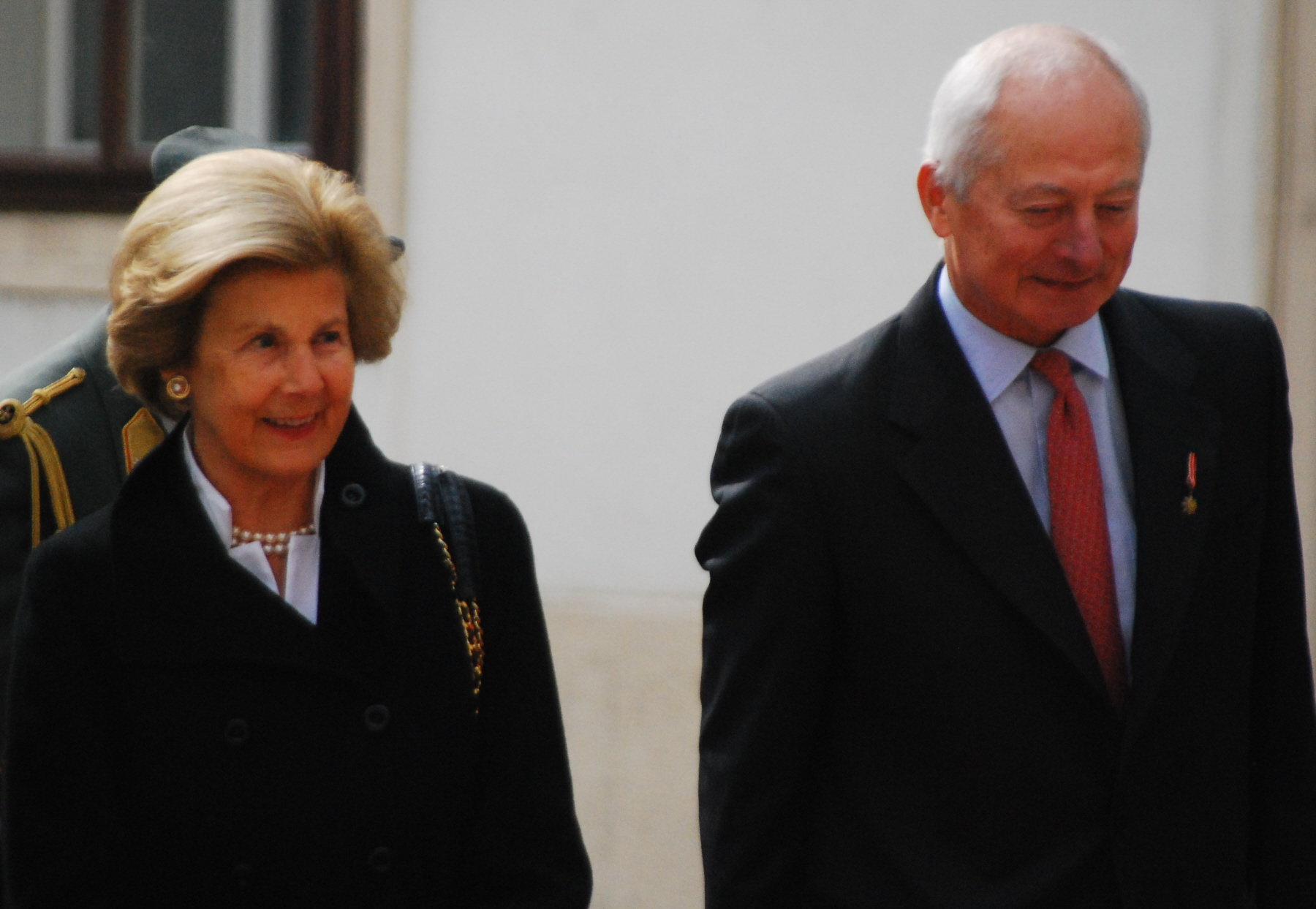
II. Hans Adam és felesége 2013-ban

Liechtenstein semleges maradt a második világháborúban, azonban 1945-ben Edvard Beneš így is elkobozta valamennyi Liechtenstein-birtokot (1600 km²-nyi földterületet és 14 műemlék kastélyt) mint "német tulajdont". A Liechtensteini hercegség és Csehszlovákia (később Csehország) között emiatt a mai napig tartó feszültség áll fenn, a család nemzetközi bíróságon támadja a kisajátítás jogszerűségét és a hercegség csak 2009-ben vette fel a diplomáciai kapcsolatot Csehországgal és Szlovákiával. A család ausztriai tulajdonai (Wilfersdorf, Riegersburg, Waldstein és Hollenegg) máig megmaradtak. 2004-ben a család birtokában lévő bécsi Gartenpalais Liechtensteinben megnyílt a Liechtenstein-múzeum, ahol a családi műgyűjtemény darabjait állítják ki. 2013-ban befejezték a másik bécsi palotájuk, a Stadtpalais Liechtenstein restaurálását, és ott a gyűjtemény 19. századi része látogatható.
1989 óta a Liechtenstein-ház feje II. János Ádám uralkodó herceg, aki befektetési bankokban lévő tulajdonával a világ hatodik és Európa leggazdagabb uralkodója. A trónörökös legidősebb fia, Alois, aki 2004 óta a hercegség régense. Mivel II. János Ádámnak három fia és összesen hat fiúunokája van, a család utódlása a hercegségben biztosított.

## Fordítás
- Ez a szócikk részben vagy egészben  a   Haus Liechtenstein című német Wikipédia-szócikk ezen változatának fordításán alapul.  Az eredeti cikk szerkesztőit annak laptörténete sorolja fel. Ez a jelzés csupán a megfogalmazás eredetét és a szerzői jogokat jelzi, nem szolgál a cikkben szereplő információk forrásmegjelöléseként.